# 전차남
《전차남》(電車男, 일본어:  でんしゃおとこ, 덴샤 오토코[*])은 2004년에 올려진 2채널 게시판의 글에 기초한 이야기로, 그 이름은 글을 올린 사람의 필명에서 유래하였다. 이 이야기는 단행본으로 만들어져 베스트셀러가 되었으며, 만화, 영화, 드라마, 연극으로도 만들어졌다.

## 이야기의 전개
2채널의 독신 남성 게시판(통칭 독남판)의 스레드 중에는 커플 게시판에서 진행 중인 연애에 대한 글을 복사하거나, 스레드 참가자가 실제로 연애에 도전해 그 상황을 실시간으로 올려서 다른 독신 남성들을 괴롭게 하는 스레드가 있었다. 2004년 3월 14일에, 이 스레드에 익명의 참가자가 올린 글이 바로 《전차남》의 발단이 되었다.
그는 "전철 안에서 술주정꾼의 소란에 얽힌 여성을 도와 준 뒤 답례를 약속받았다"고 쓴 뒤, 며칠 후 답례로 에르메스 찻잔이 도착했다고 써서 갑자기 스레드의 분위기가 전차남을 응원하는 쪽으로 바뀌게 되었다. 처음에 그는 글 번호 731을 필명으로 쓰고 있었지만 참가자들이 그를 '전차남', 상대의 여성을 '에르메스'로 불렀기 때문에 나중에는 그도 '전차남'을 고정 필명으로 쓰게 되었다.
그는 자신을 한 번도 연애를 해 보지 못한 아키하바라 오타쿠라고 자칭했으며, 답례 전화나 복장 등에 대해서 독남판에 상담을 했다. 여성을 포함한 다른 참가자들의 조언 덕분에 전차남도 여러 가지로 노력하고 연애를 계속 해 갔다. 2개월의 연애 끝에 5월 9일, 전차남으로부터 "고백에 성공했다"는 글이 올라 왔고, 게시판에는 많은 축복의 메시지가 전해졌다.
그 이후에도 전차남은 계속 게시판에 글을 올렸다. 5월 17일 밤 이후로 전차남은 게시판에 나타나지 않았으며, 후에 전차남을 만났다는 기사가 몇 개 있지만 사실인지는 알 수 없다.
《전차남》은 2채널보다는 40개에 가까운 관련 스레드들을 정리한 사이트가 블로그 등을 통해서 퍼지면서 인기를 얻기 시작했기 때문에, 전차남은 알아도 2채널에 대해서는 모르는 사람들이 많다. 이야기 자체는 흔히 있는 것이지만 익명의 참가자들이 알지 못하는 다른 사람의 연애를 응원하는 모습이 감동을 불러 오면서, 2004년 5월 말 이후 일본 인터넷 상에서 폭발적인 인기를 얻고 서적화에 대한 의견도 오가게 되었다.

## 책
단행본 《전차남》은 2004년 10월 22일에 신쵸사(新潮社)에서 발매되었다. 이 책은 3월 14일부터 5월 16일까지의 스레드들을 모은 것으로, 2채널을 모르는 사람에게도 스레드의 분위기를 전하기 위해 소설화를 하지 않고 아스키 아트를 포함한 스레드 원본을 그대로 출판하였다. 하지만 스레드의 전문이 모두 출판된 것은 아니고 위의 사이트를 바탕으로 했기 때문에, 《봉인된 〈전차남〉》에 따르면 전체 스레드의 6.4%만이 출판되었다고 한다.

## 미디어
영화 《전차남》은 2005년 6월 4일부터 상영되었다. 무라카미 마사노리(村上正典) 감독이며 ORANGE RANGE가 주제가를 불렀다. 토호(東宝) 사에 따르면 최종 흥행 수입이 35억엔에 달했다고 한다. 여기에는 2채널의 이름은 나오지 않는다.
드라마 《전차남》은 2005년 7월 7일부터 후지 TV에서 방영되었다. 여기서는 2채널이 A채널(알라딘 채널)이라는 가상의 게시판으로 나오며, "사실을 기초로 한 픽션"이라는 자막이 있지만 실제로는 창작 에피소드가 많았다. 오프닝 애니메이션 《월면토끼병기 미나》는 다이콘필름(ダイコンフィルム)의 1983년작 애니메이션의 패러디이다.
연극 《전차남》은 2005년 8월 5일부터 8월 27일까지 도쿄에서 공연되었으며, 오사카, 나고야, 센다이, 키타큐슈, 나가사키에서도 공연되었다.
| 2004년 3월 14일~2004년 5월 17일 | 전차남이 2ch 사이트에서 실제 활동한 기간                           |
| 2004년 10월 22일                | 서적《전차남》일본 발간                                            |
| 2005년 6월 4일                  | 영화《전차남》일본 개봉                                            |
| 2005년 7월 7일~2005년 9월 22일  | TV《전차남》드라마 총 11화 일본 후지 TV                            |
| 2005년 10월 6일                 | TV《또하나의 최종화 전차남 스폐셜 : 전차남 vs 기타남》일본 후지 TV |
| 2006년 9월 23일                 | TV《전차남 DELUXE 최후의 성전》일본 후지 TV                        |

## 비판
2채널을 비롯한 여러 곳에서 다음과 같은 다양한 비판이 제기되었으며, 이 비판들에 대한 논의가 너무 과열되면서 2채널에서 전차남에 대한 글은 사실상 금지되어 있다.

### 창작설
독남판에서는 일찍부터 다음과 같은 의문이 제기되었다.
- 에르메스 찻잔은 2만엔을 넘는 고가로, 그런 선물을 갑자기 주었던 것은 부자연스럽지 않은가?

(이 문제에 대한 해답은 간단하다. 에르메스가 다니는 회사에서 비교적 싼 가격에 구했다고 분명 설명이 나온다.)
- '에르메스'가 연애 게임의 캐릭터 같이 현실에는 존재하지 않을 듯한 인물상으로 보인다.

(세상이 아무리 변했다고 해도 에르메스 같이 순수한 사람들은 아직 많이 존재한다.)
- 충분히 있을 법한 사진 공개를 요구하는 글이 하나도 없다.

(사진을 공개하라고 해도 어느 누가 공개하겠는가? 2채널의 익명의 게시판이다.)
이로부터 전차남의 글이 실화가 아닌 창작의 이야기 또는 망상일 것이라는 설이 계속 주장되었다.
《전차남》이 인기를 얻으면서 서적화된다는 소문이 나오기 시작하면서 참가자를 대상으로 검증이 진행되었다. 전차남의 글이 창작이라는 증거는 발견되지 않았지만 이야기가 부자연스럽다는 걸 보이는 증거는 여럿 발견되었으며, 전차남이 실재한다는 증거 또한 없다. (신쵸사의 담당 편집자는 관리자 니시무라 히로유키의 면회 하에 전차남을 만났다고 주장하고 있지만, 당사자의 말이 증거가 될 수는 없으며 실제로 당사자가 전차남이었다는 것은 확인하지 않은 것으로 알려졌다. ) 처음부터 서적화를 노리고 있었다는 주장도 있다.
비록 이야기 자체는 창작이라고 해도 참가자들의 대응이 사실이었다는 건 변함이 없다는 의견도 있지만, 익명 참가자들의 글 중에 전차남이 익명을 가장해서 쓴 글이 섞여 있는 것이 밝혀졌다. 혹자는 "전차남을 비롯한 몇몇 사람들이 화제를 왜곡해서 이야기의 흐름을 유도한 것이 아닌가"라는 의혹을 보내기도 한다.
이런 이유로, 가상일 가능성이 있는 《전차남》이 실화로 알려져 팔리고 있는 것에 위화감을 갖고 있는 사람이 많다.

### 저작권 침해
《전차남》의 서적화가 가까워오면서, 정리 사이트의 게시판이나 2채널에 저작권법 문제와 "무상으로 간 선의를 돈으로 바꾸는 행위이므로 용납할 수 없다"는 반대 의견이 많이 올라 왔지만, 신쵸사는 다음과 같은 이유로 출판을 단행했다.
- 익명 게시판에서는 누가 글을 올렸는 지 알 수 없기 때문에, 저작 인접권자인 관리자 니시무라 히로유키의 허락을 받았다.
- 참여자는 2채널에 글을 올릴 때 나오는 확인 문서에 따라서 2차 이용을 동의한 상태이다.
- 전차남의 허락을 얻었다.

여기에는 다음과 같은 반론이 있다.
- 게시판 관리자를 저작 인접권자라고 볼 수는 없다.
- 글을 올릴 때 2차 이용을 허락한 상대방은 2채널뿐이며, 출판사는 아니다.
- 전차남의 허락을 얻었다고 한다면 다른 참여자들의 허락을 얻는 것도 간단하지 않는가? 원래 전차남은 누구인가?

그러나 원래 올라 왔던 글들은 '무상으로 간 선의'이고, 각각의 글을 자신이 썼다고 입증하기는 힘들다. 일본에서는 게시판 관리자가 게시판에 올라온 글들을 무단으로 출판한 것을 저작권 침해로 인정한 판례는 있지만, 저작권 침해는 친고죄이며 소송에 들어가는 수고와 비용 때문에 현재로서는 소송을 일으키려는 움직임은 없다.
또한 서적화를 반대하는 글들이 올라 오던 정리 사이트의 게시판은 비방이 많아졌다는 이유로 게시판 자체가 폐쇄되었다.

## 같이 보기
- 2채널
- 치한남
- 월면토병기 미나